# Gemini Rue
Gemini Rue è un'avventura grafica del 2011 pubblicata da Wadjet Eye Games. Originariamente sviluppato con il titolo Boryokudan Rue, le meccaniche di gioco sono basate sulla serie Monkey Island. Tra le fonti di ispirazione del videogioco figurano l'anime Cowboy Bebop, di cui i personaggi fanno un cameo nel corso dell'avventura, e Blade Runner.